# 藤原伊織
藤原 伊織（ふじわら いおり）、1948年2月17日 - 2007年5月17日）は、日本の男性作家。
本名は藤原 利一（ふじわら としかず）。

## 経歴・人物
大阪府大阪市出身。大阪府立高津高等学校、東京大学文学部フランス文学科卒業。電通に勤務する。
1977年、「踊りつかれて」で野性時代新人文学賞佳作を受賞（藤原利一名義）。1985年、『ダックスフントのワープ』で第9回すばる文学賞受賞。
その後、原稿依頼を断っているうちに注文が来なくなり、発表が途絶える。
1995年、ギャンブルでかさんだ借金の返済のため、賞金1000万円を目当てに『テロリストのパラソル』を江戸川乱歩賞に応募し、受賞する。翌年、同作で直木三十五賞も受賞した。それまでに乱歩賞受賞作が直木賞の候補になったことや、乱歩賞受賞作家が直木賞を受賞した例はあったが、同一の作品で二賞を受賞したのは史上初であった。
2002年、電通退社。2005年に癌に侵されていることを公表。2007年5月17日、食道癌のため東京都品川区の病院で死去。享年59。

## 作品リスト
- 『ダックスフントのワープ』（1987年2月 集英社 / 1990年3月 集英社文庫 / 2000年11月 文春文庫）

収録作品：ダックスフントのワープ / ネズミ焼きの贈りもの / ノエル / ユーレイ
- 『テロリストのパラソル』（1995年9月 講談社 / 1998年7月 講談社文庫 / 2007年5月 角川文庫 / 2014年11月 文春文庫）

1996年、フジテレビ金曜エンタテイメント枠にて萩原健一主演でテレビドラマ化。
- 『ひまわりの祝祭』（1997年6月 講談社 / 2000年6月 講談社文庫 / 2009年9月 角川文庫）
- 『雪が降る』（1998年6月 講談社 / 2001年6月 講談社文庫 / 2021年12月 角川文庫）

収録作品：台風 / 雪が降る / 銀の塩 / トマト / 紅の樹 / ダリアの夏
- 『てのひらの闇』（1999年10月 文藝春秋 / 2002年11月 文春文庫]）

2001年、テレビ東京女と愛とミステリー枠にて舘ひろし主演でテレビドラマ化。
- 『蚊トンボ 白鬚の冒険』（2002年4月 講談社 / 2005年4月 講談社文庫【上・下】）
- 『シリウスの道』（2005年6月 文藝春秋 / 2006年12月 文春文庫【上・下】）

2008年、WOWOWドラマW枠で内野聖陽主演でテレビドラマ化。
- 『ダナエ』（2007年1月 文藝春秋 / 2009年5月 文春文庫）

収録作品：ダナエ / まぼろしの虹 / 水母
- 『遊戯』（2007年7月 講談社 / 2009年5月 講談社文庫）

収録作品：遊戯 / オルゴール
- 『名残り火 てのひらの闇II』（2007年9月 文藝春秋 / 2010年10月 文春文庫）

## 海外への翻訳

### 中国大陸（簡化字）
- 恐怖分子的阳伞 （2011年12月、吉林出版集团有限责任公司）-『テロリストのパラソル』
- 向日葵的祭典 （2011年4月、吉林出版集团有限责任公司）-『ひまわりの祝祭』
- 降雪 （2015年7月、吉林出版集团有限责任公司）-『雪が降る』
- 手掌上的黑暗 （2014年4月、江苏人民出版社）-『てのひらの闇』
- 长脚蚊白须的冒险 （2015年7月、吉林出版集团有限责任公司）-『蚊トンボ 白鬚の冒険』
- 天狼星之路 （2012年7月、吉林出版集团有限责任公司）-『シリウスの道』
- 游戏 （刊行予定、吉林出版集团有限责任公司）-『遊戯』
- 离别的火焰（2014年4月、江苏人民出版社）-『名残り火 てのひらの闇II』

### ドイツ
- Der Sonnenschirm des Terroristen (2017年10月、Katja Busson訳, cass Verlag, Löhne, ISBN 978-3-944751-15-3) -『テロリストのパラソル』